# Petter Øverby
Petter Øverby (* 26. März 1992 in Kongsvinger) ist ein norwegischer Handballspieler.

## Karriere

### Verein
Petter Øverby stand in der Saison 2011/12 im Kader der Männermannschaft von Bækkelagets SK. Anschließend lief er für Nøtterøy Håndball auf. Mit Elverum Håndball wurde der Kreisläufer 2016 und 2017 norwegischer Meister. Nach einer Saison beim dänischen Verein KIF Kolding København verpflichtete ihn 2018 der deutsche Bundesligist HC Erlangen. Øverby verlängerte seinen Vertrag beim fränkischen Erstligisten zwischenzeitlich bis 2022. Zur Saison 2022/23 wechselte er zum THW Kiel. Mit Kiel gewann er den DHB-Supercup 2022 und 2023 sowie die deutsche Meisterschaft 2023.

### Nationalmannschaft
In der norwegischen Nationalmannschaft debütierte Øverby am 4. Juni 2013 gegen Rumänien. Er bestritt sein erstes großes Turnier bei der Europameisterschaft 2016, bei der die Mannschaft im Spiel um Platz 3 den Kroaten unterlag. Im folgenden Jahr wurde er mit Norwegen Vizeweltmeister. Nachdem er es für die Europameisterschaft 2018 nicht ins Aufgebot geschafft hatte, kehrte er zur Weltmeisterschaft 2019 in den Kader zurück und wurde erneut Vize-Weltmeister. Bei der Europameisterschaft 2020 errang er mit den Norwegern Bronze. Mit Norwegen erreichte er das Viertelfinale bei den Olympischen Spielen in Tokio. Zudem nahm er an der Weltmeisterschaft 2023 teil. Bei der Weltmeisterschaft 2025 warf er vier Tore in fünf Spielen und erreichte mit der Auswahl den 10. Platz.

### Erfolge
mit Elverum Håndball
- 2× Norwegischer Meister: 2016, 2017

mit dem THW Kiel
- 1× Deutscher Meister: 2023
- 1× DHB-Pokalsieger: 2025
- 2× DHB-Supercup: 2022, 2023

mit Norwegen
- Vize-Weltmeister 2017
- Vize-Weltmeister 2019
- Bronze bei der Europameisterschaft 2020
- 4. Platz bei der Europameisterschaft 2016

### Saisonbilanzen
| Saison    | Verein            | Liga            | Spiele | Tore |
| --------- | ----------------- | --------------- | ------ | ---- |
| 2011/12   | Bækkelagets SK    | Eliteserie1     | 27     | 17   |
| 2012/13   | Nøtterøy Håndball | Eliteserie      | 18     | 54   |
| 2013/14   | Nøtterøy Håndball | Eliteserie      | 22     | 64   |
| 2014/15   | Nøtterøy Håndball | Eliteserie      | 22     | 36   |
| 2015/16   | Elverum Håndball  | Eliteserie1     | 29     | 106  |
| 2016/17   | Elverum Håndball  | Eliteserie1     | 23     | 61   |
| 2017/18   | KIF Kolding       | Håndboldligaen1 | 24     | 61   |
| 2018/19   | HC Erlangen       | Bundesliga      | 32     | 36   |
| 2019/20   | HC Erlangen       | Bundesliga      | 19     | 28   |
| 2020/21   | HC Erlangen       | Bundesliga      | 21     | 28   |
| 2021/22   | HC Erlangen       | Bundesliga      | 30     | 24   |
| 2022/23   | THW Kiel          | Bundesliga      | 34     | 50   |
| 2023/24   | THW Kiel          | Bundesliga      | 34     | 44   |
| 2024/25   | THW Kiel          | Bundesliga      | 34     | 29   |
| 2011–2017 | Eliteserie1       | Eliteserie1     | 165    | 338  |
| 2017–2018 | Håndboldligaen1   | Håndboldligaen1 | 24     | 61   |
| 2018–2025 | Bundesliga        | Bundesliga      | 204    | 239  |
| 2011–2025 | Karriere gesamt   | Karriere gesamt | 393    | 638  |

1Anmk.: Spiele und Tore inklusive Meisterrunde.